# Сборная Украины по регбилиг
Сборная Украины по регбилиг — команда, представляющая Украину на международных соревнованиях по регбилиг. Контролируется Украинской федерацией регбилиг, входит в 4-й ярус команд Европейской федерации регбилиг (вместе с Эстонией и Латвией).

## История
Первая сборная по регбилиг Украины была образована в 2007 году, в 2008 году Украинская федерация регбилиг вступила в Европейскую федерацию регбилиг в качестве наблюдателя. Основой для команды были клубы Донецка и Харькова, а харьковский «Легион XIII» даже участвовал в чемпионате России, прежде чем в 2009 году был создан чемпионат Украины. Первую игру сборная Украины провела против студенческой сборной Великобритании и проиграла 18:36. Украина должна была заявиться на розыгрыш Чаши Чемпионата Европы 2008 года, но из-за проблем с визами вынуждена была сняться с турнира. Основоположником сборных и клубов по регбилиг на Украине был Артур Мартиросян-старший, в прошлом тренировавший харьковские клубы по регби-15 и готовивший игроков для сборной СССР.
В 2009 году сборная Украины дебютировала в европейской Чаше, победив Латвию 40:6 и Эстонию 86:0, что принесло ей титул чемпиона в дивизионе C. В том же году состоялся первый чемпионат Украины, а через год прошёл Кубок Украины. В 2010 году команда выступила в Восточной группе Европейского щита, разгромив Латвию 112:0 и проиграв России 14:62. В 2011 году в двух тест-матчах против России и Сербии они потерпели поражения, а в 2013 году отпраздновали первую победу над любительской сборной Великобритании со счётом 26:22. В том же году сборная Украины выиграла Европейскую Чашу во второй раз, победив команды Норвегии и Чехии.

## Текущий состав
Игроки, вызывавшиеся в сборную в 2018 году.

### Тренерский штаб
- Геннадий Веприк — главный тренер, «Легион Джайентс» (Харьков)
- Артур Мартиросян-младший — тренер, «Киев Райноз» (Киев)
- Роман Быхов — менеджер
- Виктор Мельничук — тренер, «Транскарпатия Тринити» (Ужгород)
- Сергей Кирпичников — администратор
- Константин Скрипниченко — врач

### Игроки
| Имя                   | Позиция | Клуб                            |
| Богдан Веприк         | Фулбэк  | Милфорд Марлинс                 |
| Дмитрий Семеренко     | Хукер   | Легион Джайентс (Харьков)       |
| Евгений Трусов        | Фланкер | Милфорд Марлинс                 |
| Александр Сивокоз     | Проп    | Милфорд Марлинс                 |
| Александр Козак       | Проп    | Милфорд Марлинс                 |
| Михаил Троян          | Лок     | Милфорд Марлинс                 |
| Анатолий Гранковский  | Винг    | Легион Джайентс (Харьков)       |
| Александр Щербина     | Фланкер | Милфорд Марлинс                 |
| Александр Скорбач     | Хав     | Милфорд Марлинс                 |
| Вадим Полюхович       | Проп    | Уэст Найтс (Ровно)              |
| Святослав Андрейченко | Винг    | Легион Джайентс (Харьков)       |
| Владимир Радчик       | Проп    | Уэст Найтс (Ровно)              |
| Остап Грищенко        | Проп    | Львов Тайгерс                   |
| Дмитрий Каевич        | Проп    | Киев Райноз                     |
| Владимир Карпенко     | Проп    | Легион Джайентс (Харьков)       |
| Владимир Мазепа       | Хав     | Легион Джайентс (Харьков)       |
| Игорь Юркин           | Фланкер | Легион Джайентс (Харьков)       |
| Андрей Шакура         | Хав     | Киев Райноз                     |
| Николай Шалаев        | Центр   | Транскарпатия Тринити (Ужгород) |
| Назар Семён           | Проп    | Львов Тайгерс                   |
| Михаил Павлив         | Проп    | Львов Тайгерс                   |